# Championnat de Suisse de hockey sur glace 1944-1945
Saison précédente Saison suivante
La saison 1944-1945 est la 36e saison du championnat de Suisse de hockey sur glace.

## Ligue nationale A
| Clt   | Équipe                  | PJ | V | D | N | BP | BC | Diff | Pts |
| ----- | ----------------------- | -- | - | - | - | -- | -- | ---- | --- |
| +001, | HC Davos (T)            | 6  | 6 | 0 | 0 | 44 | 5  | +39  | 12  |
| +002, | Zürcher SC              | 6  | 4 | 1 | 1 | 36 | 9  | +27  | 9   |
| +003, | Montchoisi HC           | 6  | 4 | 1 | 1 | 16 | 13 | +3   | 9   |
| +004, | HC Arosa                | 6  | 3 | 3 | 0 | 21 | 19 | +2   | 6   |
| +005, | CP Berne                | 6  | 1 | 4 | 1 | 7  | 34 | -27  | 3   |
| +006, | HC Bâle-Rotweiss        | 6  | 0 | 4 | 2 | 5  | 24 | -19  | 2   |
| +007, | Grasshopper Club Zurich | 6  | 0 | 5 | 1 | 10 | 35 | -25  | 1   |

- En gras : champion de Suisse
- En italique : en barrage de promotion/relégation

Davos remporte le 17e titre de son histoire, le 8e consécutivement.

### Barrage de promotion/relégation
- Grasshopper Club Zurich - Young Sprinters HC 1-7